# Niñachay
«Niñachay» es una canción escrita e interpretada por el compositor andino William Luna. Siendo la segunda canción compuesta por el artista, fue lanzada en el año 2000 como el tercer sencillo de su álbum Romance Andino. Su letra se basa en un amorío andino inocente. Con esa canción, el artista ganó el galardón del Festival Latinoamericano de la Unión de los Pueblos. Esta canción se considera como un emblema de la música andina peruana, debido a su ritmo y su popularidad.

## Contenido
La canción trata de expresar sutilmente el tema de la infidelidad o traición al ser amado, a pesar de la confianza que ambos tenían. Esto se repite en toda la canción, demostrando el sufrimiento del ser amado por ello.
En una entrevista en el diario oficial El Peruano, el artista tuvo la intención de retratar en la canción, un amorío inocente de la juventud andina, para ello utilizándose palabras quechuas, como Niñachay, título de la canción.